# Breitblättriges Schneeglöckchen
Das Breitblättrige Schneeglöckchen (Galanthus platyphyllus) ist eine Pflanzenart aus der Gattung der Schneeglöckchen (Galanthus) in der Familie der Amaryllisgewächse (Amaryllidaceae). Unter diesem Namen wird fälschlicherweise oft das Woronow-Schneeglöckchen (Galanthus woronowii) kultiviert.

## Merkmale
Das Breitblättrige Schneeglöckchen ist eine ausdauernde krautige Pflanze, die Wuchshöhen von 10 bis 20 Zentimeter erreicht. Dieser Geophyt bildet Zwiebeln als Überdauerungsorgan aus. Die Zwiebel ist groß und misst 3,5 bis 5 × 1,7 bis 2,5 (bis 3) Zentimeter und ähnelt den Zwiebeln von Narzissen. Die hell- bis dunkelgrünen und meist glänzenden Laubblätter messen zur Blütezeit 12,5 bis 25 (32) × 1,7 bis 3,4 (6) Zentimeter.
Die inneren Blütenhüllblätter sind breit verkehrteiförmig und stumpf oder haben eine bis zu 2 Millimeter lange Kerbe. Sie haben am Ende einen u-förmigen grünen Fleck und am Grund einen diffusen, hellgrünen Fleck. Die Staubbeutel sind stumpf.
Die Blütezeit reicht in Mitteleuropa von März bis April, am Naturstandort von Mai bis Juni, zum Teil bis Juli.
Die Chromosomenzahl beträgt 2n = 24.

## Vorkommen
Das Breitblättrige Schneeglöckchen kommt im West- und Zentral-Kaukasus bis zum Kreuzpass auf feuchten oder nassen Rasen in Höhenlagen von (1200) 200 bis 2700 Meter vor. Oft ist diese Pflanzenart am schmelzenden Schnee anzutreffen.

## Nutzung
Das Breitblättrige Schneeglöckchen wird selten (vor allem im Bergland) als Zierpflanze für Gehölzgruppen und Staudenbeete genutzt. Es ist seit spätestens 1866 in Kultur.

## Synonyme
Synonyme für Galanthus platyphyllus Traub sind Galanthus latifolius Rupr. non Salisb. und Galanthus ikariae subsp. latifolius Stern.